# Martin Marinac
Martin Marinac (* 15. Juli 1979 in Gaschurn) ist ein ehemaliger österreichischer Skirennläufer und heutiger Trainer. Er gewann in der Saison 2001/02 die Gesamtwertung des Europacups und fuhr bis 2006 im Weltcup, wo er in drei Rennen unter die besten zehn kam. Seit 2007 ist er als Trainer tätig.

## Biografie
Martin Marinac besuchte die Skihauptschule in Schruns und anschließend die Handelsschule in Stams. Er fuhr beim Skiclub seinen Heimatortes Gaschurn die ersten Kinderrennen und erzielte einige Erfolge im Nachwuchsbereich, darunter mehrere Podestplätze bei Österreichischen Schüler- und Jugendmeisterschaften im Alpinen Skisport, aber auch ein Sieg im Riesenslalom der Österreichischen Jugendmeisterschaften im Firngleiten. Nach zahlreichen Starts bei FIS-Rennen ab der Saison 1994/95 und seiner Aufnahme in den Kader des Österreichischen Skiverbandes (ÖSV) im Jahr 1997 nahm Marinac im Jänner 1998 erstmals an Europacuprennen teil. Er konzentrierte sich bald ausschließlich auf die technischen Disziplinen Slalom und Riesenslalom und gewann nach ersten Podestplätzen und Siegen in FIS-Rennen gegen Ende der Saison 1999/2000 erstmals Punkte im Europacup. Im nächsten Winter fuhr er bereits mehrmals unter die besten 20. Bei seinem einzigen Start bei einer Juniorenweltmeisterschaft, dem Slalom des Jahres 1999, schied er im ersten Durchgang aus.
Nach einem zweiten Platz bei den Österreichischen Meisterschaften 2001 im Riesenslalom gelang Marinac in der Saison 2001/02 der Durchbruch im Europacup. Dem ersten Top-10-Ergebnis im ersten Rennen der Saison folgte eine Woche später mit Rang drei im Riesenslalom von Damüls der erste Podestplatz. Schließlich erzielte er bis Saisonende weitere sechs Podestplätze und zahlreiche Top-10-Ergebnisse, womit er sowohl die Riesenslalom- als auch die Gesamtwertung für sich entschied und Dritter im Slalomklassement wurde. Durch seine guten Europacupleistungen kam Marinac am 20. Jänner 2002 im Slalom am Ganslernhang in Kitzbühel zu seinem ersten Weltcupeinsatz. Dabei erreichte er mit der hohen Startnummer 55 auf Anhieb den zehnten Platz. Im folgenden Winter 2002/03 gehörte Marinac fix zur ÖSV-Weltcupmannschaft. Mit einem 14. Platz im Riesenslalom von Sölden (seinem besten Weltcupergebnis in dieser Disziplin) und dem 12. Rang im Slalom von Park City gelangen ihm zu Saisonbeginn zwei gute Resultate. Danach folgten weniger ansprechende Leistungen – mehrmals verpasste er auch die Qualifikation für den zweiten Durchgang – bis er am 28. Jänner 2003 mit Laufbestzeit im zweiten Durchgang den sechsten Platz im Nachtslalom auf der Planai in Schladming erreichte und damit sein bestes Weltcupresultat erzielte.
Ab der Saison 2003/04 startete Marinac im Weltcup nur noch im Slalom und war daneben auch wieder vermehrt im Europacup präsent. Sein bestes Weltcupergebnis dieses Winters war der neunte Platz in Flachau am 4. Jänner 2004, weitere dreimal fuhr er unter die schnellsten 15. Er konnte sich aber nie konstant in der absoluten Weltspitze etablieren und kam im Slalomweltcup nie unter die besten 20. Innerhalb der österreichischen Mannschaft konnte er sich deshalb auch nie für eine Teilnahme an Weltmeisterschaften oder Olympischen Spielen qualifizieren. In den Saisonen 2004/05 und 2005/06 fuhr Marinac nur noch in jeweils einem Weltcuprennen unter die schnellsten 15 und erzielte zudem mehrere Top-20-Ergebnisse. Im Europacup feierte er am 14. März 2005 im Slalom von Roccaraso seinen einzigen Sieg. Wegen ausbleibender Erfolge wurde Marinac im Jahr 2006 aus dem ÖSV-Kader entlassen. Er versuchte auf eigene Kosten den Anschluss an die Weltspitze wieder zu schaffen, fuhr im Winter 2006/07 mehrere Europacuprennen und bekam im Slalom von Alta Badia auch noch einmal die Chance im Weltcup zu starten, schied aber in diesem Rennen im ersten Durchgang aus. Im Februar 2007 beendete er schließlich seine aktive Karriere im Skirennsport.
Bereits während seiner aktiven Laufbahn hatte Marinac die Ausbildung zum staatlich geprüften Skilehrer absolviert. Nach seinem Rücktritt vom Skirennsport war er ab 2007 Trainer im Liechtensteinischen Skiverband, zunächst für den Schülerkader und später als Techniktrainer der Damen-Weltcupgruppe. 2011 wechselte er als Trainer der Weltcup-Technikgruppe der Herren zum Österreichischen Skiverband.

## Erfolge

### Weltcup
- 3 Platzierungen unter den besten zehn

### Europacup
- Gesamtsieg, Sieg in der Riesenslalomwertung und dritter Platz in der Slalomwertung in der Saison 2001/02
- 1 Rennsieg (Slalom am 14. März 2005 in Roccaraso) und weitere 9 Podestplätze

### Weitere Erfolge
- 8 Siege in FIS-Rennen